# Chomutov
Chomutov (in tedesco Komotau) è una città della Repubblica Ceca, capoluogo del distretto omonimo, nella regione di Ústí nad Labem.